# Валері Гарньє
Валері Гарньє (фр. Valérie Garnier, 9 січня 1965) — французька баскетболістка і тренерка. Як головна тренерка: бронзова призерка Олімпійських ігор 2020 року. Срібна призерка Чемпіонату Європи 2013, 2015, 2017, 2019, 2021 років.